# Culm Davy
Culm Davy – przysiółek w Anglii, w Devon. Leży 30,4 km od miasta Exeter, 88,7 km od miasta Plymouth i 229,9 km od Londynu. Culm Davy jest wspomniana w Domesday Book (1086) jako Cumbe/Comba.